# Cécile Huk
Cécile Huk, geborene Cypora Schlomiuk (geboren 20. Dezember 1907 in Bad Lopuschna in Österreich-Ungarn; gestorben März 1990), war eine österreichisch-französische Widerstandskämpferin.

## Leben
Cécile Huk war Tochter von Jacob Schlomiuk und Rosa Liebmann. Sie heiratete den Österreicher Emil Huk bzw. Huck.
1935 ging sie zum Studium nach Frankreich, wo sie nach dem Anschluss Österreichs mit dem Status als Flüchtling andere österreichische Flüchtlinge unterstützte.
Am 16. Mai 1941 wurde sie in Pompignan durch die Polizei des Vichy-Regimes verhaftet und anschließend erst in Montauban, dann in Toulouse gefangengehalten. Am 6. Februar 1942 verurteilte sie ein französisches Militärtribunal aufgrund „kommunistischer oder anarchistischer Aktivitäten“ und „ausländisch inspirierter politischer Propaganda von eventueller Gefahr für das nationale Interesse“ zu zehn Jahren Zwangsarbeit sowie darauf folgendem Aufenthaltsverbots in Frankreich. 1943 wurde sie „amnestiert“, jedoch an die deutsche Besatzungsmacht ausgeliefert. Diese deportierte sie in das Konzentrationslager Ravensbrück, wo sie am 18. Mai 1944 eintraf. Am 24. Juni 1944 wurde sie in das KZ-Außenlager Hannover-Limmer eingeliefert und als Zwangsarbeiterin im Zweigwerk der Continental AG eingesetzt.
Kurz vor Kriegsende wurden Huk und ihre Mitgefangenen auf den Todesmarsch zum KZ Bergen-Belsen geschickt. Eine Woche nach ihrer Ankunft am 15. April 1945 wurde sie durch britische Truppen befreit, sie erkrankte jedoch schwer an Fleckfieber.
Am 6. Juni 1945 kehrte Huk nach Frankreich zurück. Dort beantragte sie die 1948 dann gewährte französische Staatsbürgerschaft und arbeitete als Deutschlehrerin am Lyceum.
1958 publizierte der Verlag les Éditions du Scorpion Cécile Huks rund 200 Seiten umfassendes Buch Et le ciel resta bleu, in dem sie die Geschichte ihrer Haft und ihrer Deportation schilderte.
Cécile Huk starb im März 1990 im Alter von 82 Jahren.

## Cécilie-Huk-Ring

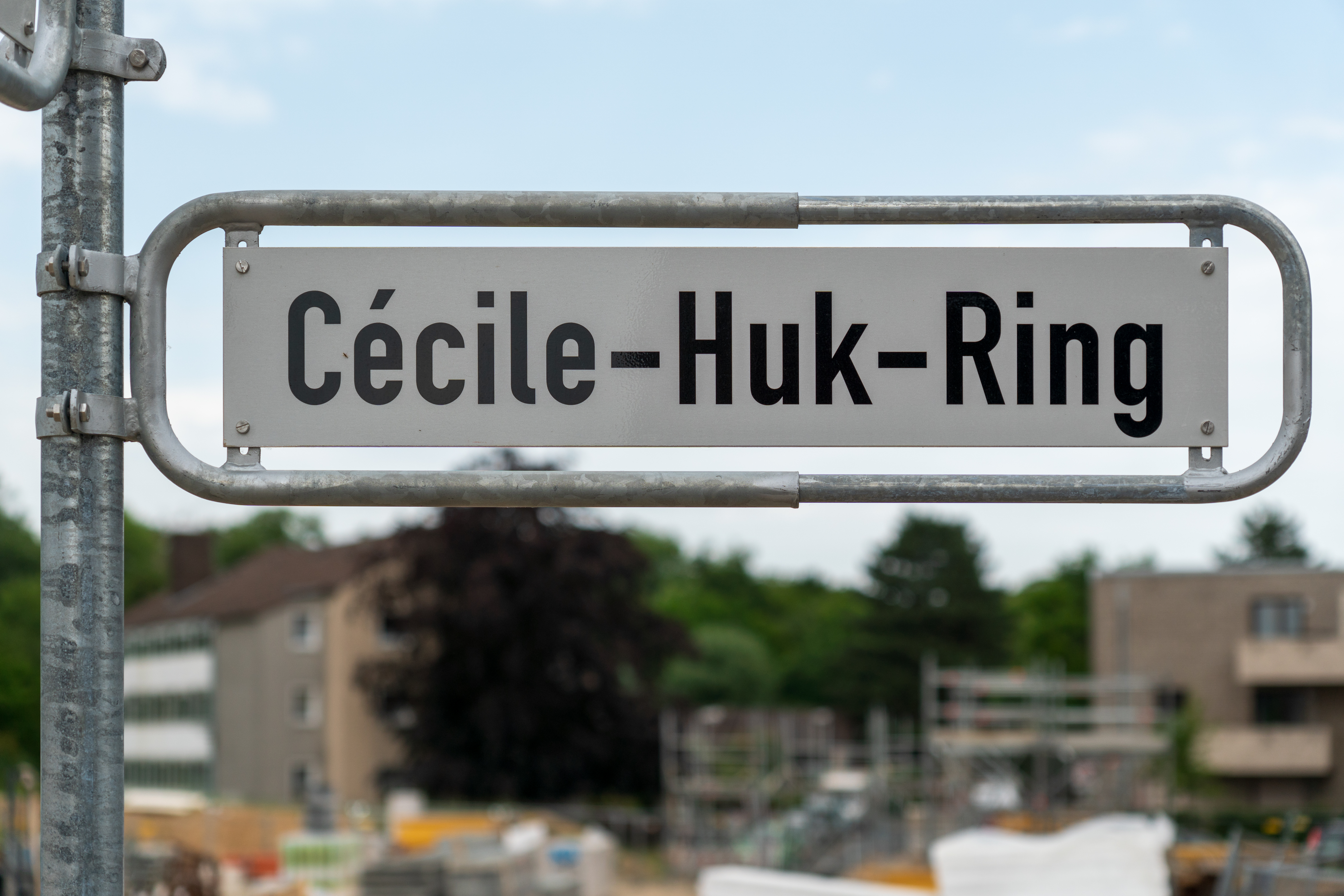
Straßenschild Cécilie-Huk-Ring

2018 wurde eine Straße in der Wasserstadt Limmer nach ihr benannt.